# Neoncicola skrjabini
Espèce
Synonymes
- Oncicola skrjabini Morosoz, 1951 - protonyme

Neoncicola skrjabini est une espèce d'acanthocéphales de la famille des Oligacanthorhynchidae. C'est un parasite digestif du Loup en Sibérie.